# Marina Razum
Marina Razum hrvatska je rukometašica koja je igrala za ŽRK Lokomotiva Zagreb.

## Uspjesi
- - prvenstvo Hrvatske 2014.
  - kup Hrvatske 2014.
  - EHF Challenge Cup (rukometašice) 2017.

## Vanjske poveznice
- Marina Razum  Arhivirana inačica izvorne stranice od 10. veljače 2015. (Wayback Machine)